# Tacht-e-Fulad

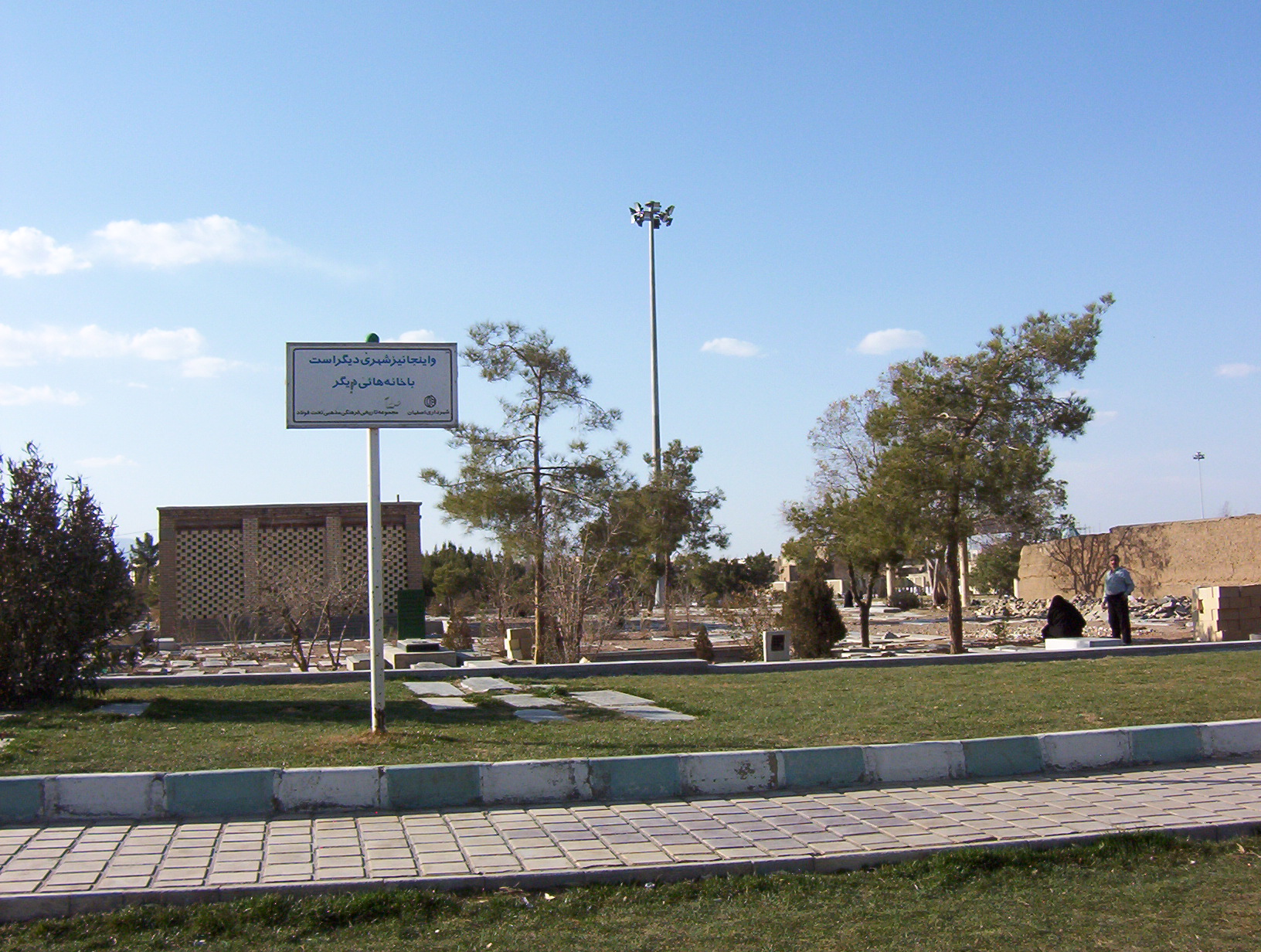
Tacht-e-Fulad-Friedhof

Tacht-e-Fulad (persisch تخته فولاد, IPA:tæxt ɛ fulɑd) ist ein historischer Friedhof in der iranischen Stadt Isfahan. Der Friedhof ist mindestens 800 Jahre alt. Im 13. Jahrhundert (Ilchane-Ära) war Tacht-e-Fulad der wichtigste Friedhof der Stadt, auf dem die bekanntesten Bürger beerdigt waren. Außer dem Baba Rokn ed-Din-Mausoleum, dem ältesten Bauwerk Tacht-e-Fulads, wurde alles zerstört. Während der Safawiden-Ära beherbergte die Stadt etwa 400 Mausoleen, von denen heute nur acht noch existieren. Zur Zeit der Qadscharen wurde ein großer Teil des Friedhofs zerstört, verlor jedoch seine Bedeutung bis zur Pahlavi nicht. Vor der Safawiden-Zeit war der Friedhof als Lessan ol-Ars und Baba Rokn ed-Din bekannt und erhielt seinen Namen erst danach.

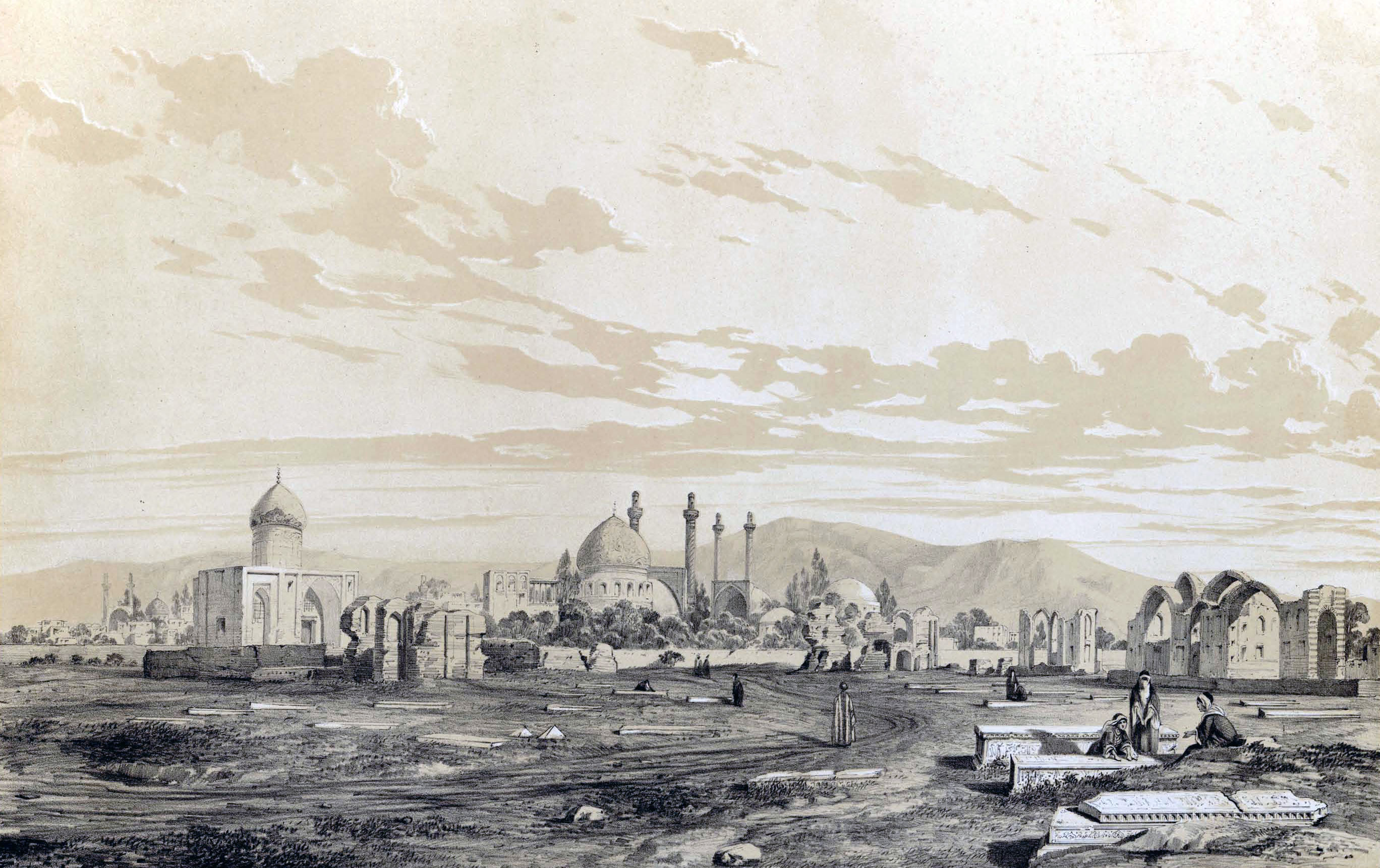
Takht-e Foulad in der Ära Mohammed Schah durch den französischen Maler Eugène Flandin

Auf Drängen der Bewohner hin gründeten die Behörden im Jahre 1994 den Tacht-e-Fulad Kultur- und Religions-Verein, um den Umbau und Reparaturen des Friedhofs zu finanzieren. Ab 1994 konnten mehrere Grabsteine konserviert werden.

## Wichtigste Sehenswürdigkeiten in Tacht-e-Fulad

### Baba Rokn ed-Din-Mausoleum
Obwohl Baba Rokn ed-Din ein hochrangiger Baba des 14. Jahrhunderts war, gibt es lediglich wenige Informationen über sein Leben und Wirken. 
Der gegenwärtige Bau wurde während der Ära Abbas I. begonnen und in der Ära Safi I. vervollständigt.

### Wale-Mausoleum
Wale Esfahani war ein Lyriker und Kalligraf in Isfahan während der Ära Fath Ali Schahs. Dieser starb 1814, woraufhin sein Grab erbaut wurde.

### Mir-Abteilung
Viele Honoratioren wurden in Tacht-e-Fulad begraben. Einer war Mir Fendereski, der berühmte Mystiker und Gelehrte der Safawiden-Zeit. Dessen Grab bedeckt ein einziger großer Marmorstein, auf dem das Datum 1050 der islamischen Zeitrechnung (im gregorianischen Kalender gleich 1640) verewigt ist. Daneben wurde ein Ghasel von Hafis (in Nastaliq-Schrift) durch Mir Emad, einen Kalligrafen der Safawiden-Ära, stuckiert. Das ist die einzige Inschrift Mir Emads an der Wand eines Bauwerks.
Neben der Mir-Abteilung im Mausoleum liegt ein Führer des Bachtiari-Stammes. Eine Bild (Scheych Bahai) Mir Fendereskis stellt einen Löwen dar.

### Agha Hosseyn Khansari-Mausoleum
Agha Hosseyn Khansari war ein sehr einflussreicher Wissenschaftler im Hofstaat Safi II. Sein Mausoleum war das einzige, das für einen Wissenschaftler eingerichtet wurde.

### Mohammad Jafar Abadei-Tekiyeh
Die Mohammad Jafar Abadei-Tekiyeh datiert aus der Zeit der Qadscharen und liegt südlich der Roknolmolk-Moschee.